# Alexandra von Rehlingen
Alexandra Freifrau von Rehlingen-Prinz, geborene Freiin von Rehlingen (* Mai 1959 in Landshut), ist eine deutsche PR-Managerin.

## Leben
Alexandra von Rehlingen stammt aus dem Augsburger Patriziergeschlecht Rehlinger, das bis ins Jahr 1250 zurückreicht. Rehlingen wuchs als Einzelkind bei ihrer Großmutter in München auf und war Waldorfschülerin. Sie studierte Sinologie und Kunstgeschichte. Außerdem besuchte sie die Parsons School of Design in New York City.
Von 1985 bis 1986 arbeitete sie als freiberufliche Innenarchitektin. 1986 gründete sie, gemeinsam mit der Kommunikationswissenschaftlerin und ehemaligen Pressesprecherin des Unternehmens Willy Bogner, Andrea Schoeller, die PR-Agentur Schoeller & von Rehlingen in München. In den folgenden Jahren eröffneten Schoeller und von Rehlingen Standorte in Hamburg (1988) und Berlin (1999). Die Agentur beschäftigt mittlerweile über 30 Mitarbeiterinnen. Alexandra von Rehlingen betreut dabei den Standort Hamburg, Schoeller den Standort München.
Schoeller & von Rehlingen ist eine Public Relations-Agentur mit den Schwerpunkten Pressearbeit, Veranstaltungsmanagement und Event-Organisation. Die konzeptionellen Schwerpunkte liegen in den Bereichen Mode, Lebensstil, Luxuskonsumgüter, Nahrungsmittel und Kultur. Zu den Kunden von Alexandra von Rehlingen gehören unter anderem die Luxusmarken Armani, Ferragamo, Krug, Pomellato (Schmuck), Vivienne Westwood, La Perla (Mode), Feinkost Käfer, Montblanc und Steiff. Laut Aussage der ARD-Talkshow hart aber fair zählt die Agentur „mittlerweile zu den bedeutendsten Agenturen in Deutschland.“ Nach Ansicht des Hamburger Abendblatts gehört Alexandra von Rehlingen zu „Deutschlands wichtigsten PR-Agenten“.
Von März 2008 bis Januar 2009 übernahm von Rehlingen mit ihrer Hamburger Niederlassung die komplette Pressearbeit für das Personality-Magazin Park Avenue. Die Zeitschrift wurde kurz darauf eingestellt. Im Januar 2010 übernahm die Agentur Schoeller & von Rehlingen die PR-Arbeit für die Speiseeismarke Häagen-Dazs.
Rehlingen organisiert beispielsweise regelmäßig seit 2003 die Galaveranstaltung „Couple of the Year“, eine Auszeichnung des Unternehmens Montblanc und der Zeitschrift Gala. Gemeinsam mit der Pressestelle des Hamburger Senats war sie für das Besuchsprogramm des norwegischen Thronfolgers, Kronprinz Haakon von Norwegen, in Hamburg verantwortlich. Außerdem plante und arrangierte sie Veranstaltungen, an denen Königin Silvia von Schweden teilnahm. 2002 bot ihr Hamburgs damaliger Erster Bürgermeister Ole von Beust den Posten als Kultursenatorin an, den sie jedoch aus beruflichen und privaten Gründen ablehnte.
Bei Presse und Medien gilt von Rehlingen als Expertin zu den Themen Diplomatisches Protokoll, Etikette, Umgangsformen und gesellschaftlicher Small Talk. 2008 wurde sie von dem Magazin Men’s Health in die Jury bei der Wahl der am besten gekleideten Politiker des Jahres berufen.
Von Rehlingen unterstützt die Tierrechtsorganisation PETA und ist Vegetarierin; insbesondere hat sie sich in der Öffentlichkeit mehrfach gegen die Produktion von Gänsestopfleber ausgesprochen.
Im Februar 2022 geriet sie in Kritik, da sie in einem Instagram-Post die Bundesvorsitzende der Grünen Ricarda Lang als „grüne Tonne“ bezeichnet hatte, wofür sie sich später bei Lang entschuldigte.

## Privates
1980 lernte sie ihren späteren Ehemann, den Pianisten und Dirigenten Justus Frantz, kennen. Während ihrer Ehe mit Frantz koordinierte sie unter anderem seine PR-Termine und war an der Organisation des Schleswig-Holstein Musik Festivals beteiligt. 1990 wurde sie von Frantz geschieden. Rehlingen ist in zweiter Ehe mit dem Medienanwalt Matthias Prinz, dem Sohn des Journalisten Günter Prinz, verheiratet. Alexandra von Rehlingen ist Mutter von vier Kindern (zwei Söhne, zwei Töchter). Ihr jüngster Sohn wurde 2003 geboren.
Sie lebt mit ihrem Ehemann Matthias Prinz in Hamburg-Rotherbaum.